# کورنو کامپاشو
کورنو کامپاشو (به لاتین: Corno Campascio) یک کوه در سوئیس است که در کانتون گراوبوندن واقع شده‌است. کورنو کامپاشو ۲٬۸۰۸ متر بالاتر از سطح دریا واقع شده‌است.